# Dolerus gonager

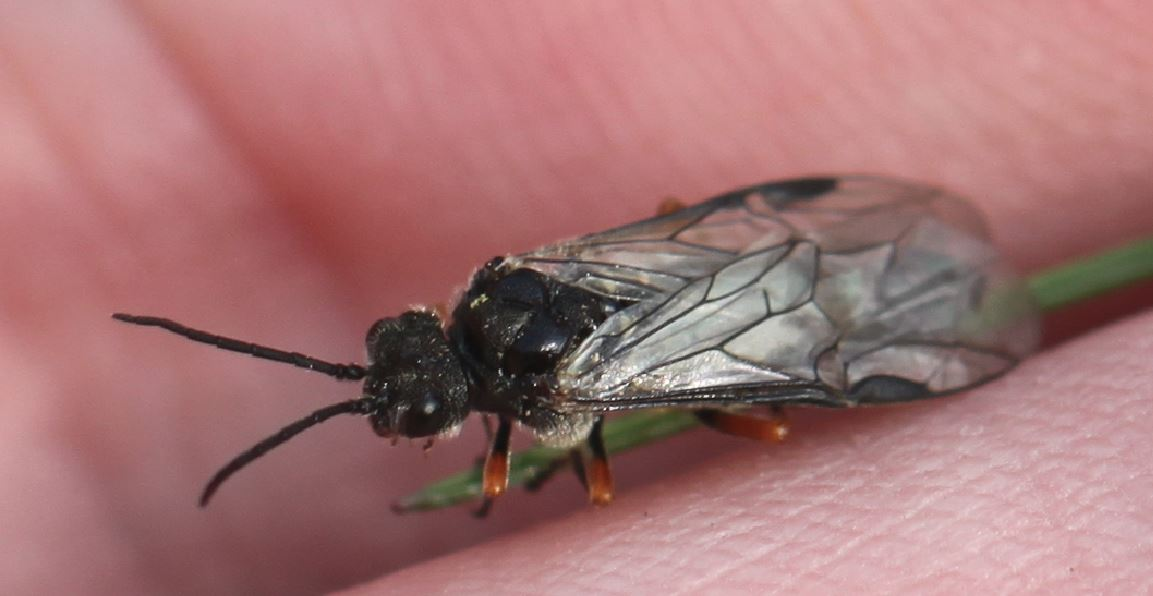
Dorsalansicht

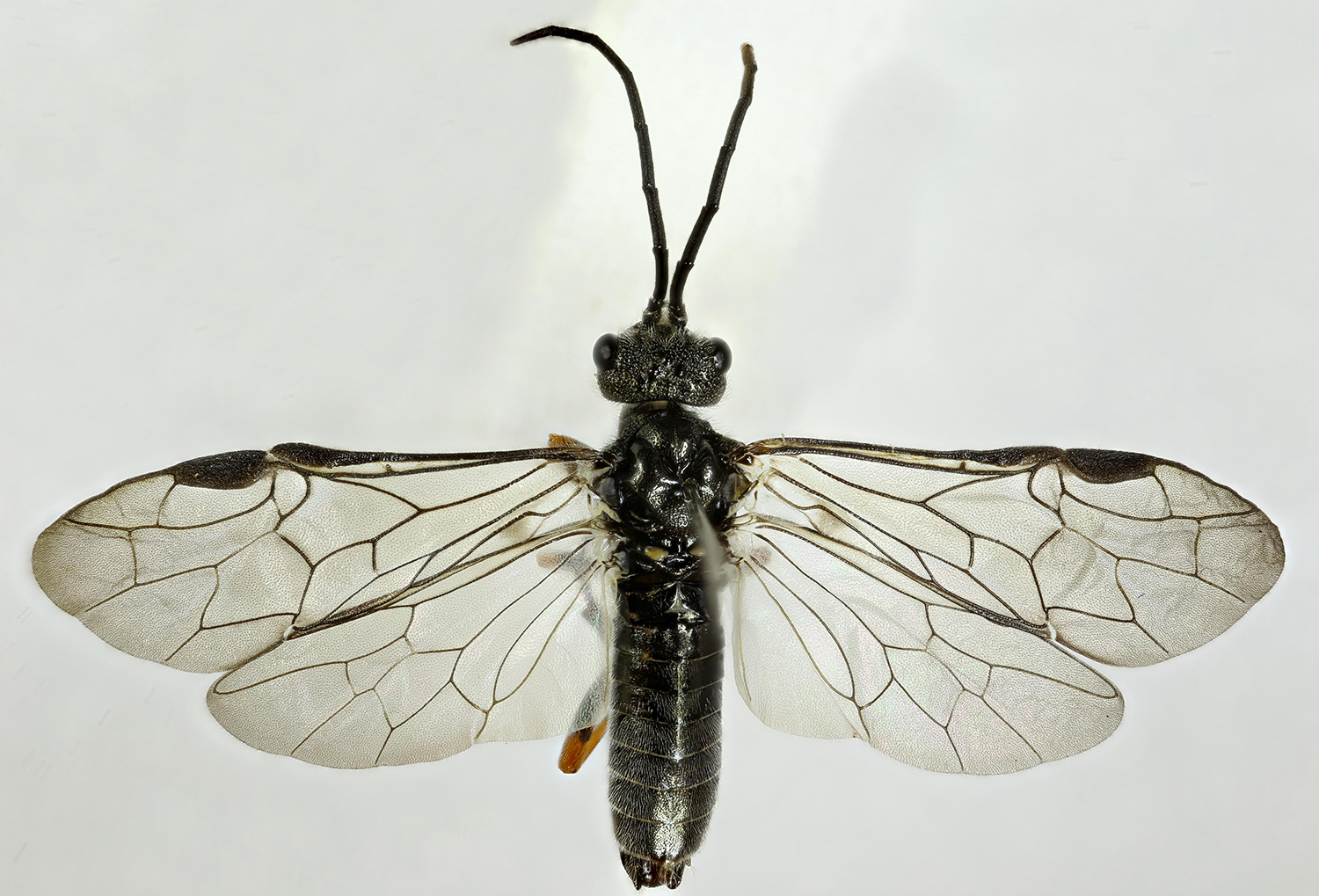
Präparat mit gespannten Flügeln

Dolerus gonager, auch als Rotbeinige Getreideblattwespe bekannt, ist eine Pflanzenwespe aus der Familie der Echten Blattwespen (Tenthredinidae).

## Merkmale
Die Pflanzenwespen besitzen eine Körperlänge von etwa 10 Millimetern. Sie sind fast vollständig schwarz gefärbt. Die Femora sind mit Ausnahme des basalen Endes rotgelb gefärbt. Das basale Ende der Tibien ist ebenfalls rotgelb gefärbt. Die Flügel sind mit schwarzen Adern versehen. Am vorderen Rand der Vorderflügel befindet sich ein schwarzes Flügelmal, charakteristisch für die Gattung Dolerus. Die Larven besitzen eine gelbgrüne Färbung.

## Ähnliche Arten
Es gibt neben Dolerus gonager noch vier weitere Dolerus-Arten in Europa (gessneri, liogaster, puncticolis und albertii), die eine ähnliche Färbung aufweisen. Ein Unterscheidungsmerkmal bildet die Form und Behaarung des Sägeapparats am Hinterleibsende.
- Dolerus puncticollis – die Punktierung des Mesonotum ist stärker ausgeprägt[5]

## Verbreitung
Die Art ist in der westlichen Paläarktis verbreitet. Sie ist in Europa weit verbreitet und kommt im Süden von Großbritannien vor. Im Norden reicht das Vorkommen bis nach Norwegen und Finnland.

## Lebensweise
Die Pflanzenwespen erscheinen im März. Sie sind besonders häufig in den Monaten Mai und Juni zu beobachten. Man findet sie auf Wiesen, wo sie verschiedene Blüten besuchen. Zu den Wirts- und Nahrungspflanzen der Larven von Dolerus gonager zählen verschiedene Süßgräser (Poaceae), darunter Rispengräser (Poa), Straußgräser (Agrostis) und Schwingel (Festuca). Sie fressen an den Blättern ihrer Wirtspflanzen. Der Befall von Weizen (Triticum) durch die Pflanzenwespenlarven kann zu Ertragseinbußen führen. Dolerus gonager gilt als ein Schädling von geringerer wirtschaftlicher Bedeutung.